# Крим, Эяль
Раввин Эяль Моше Крим (ивр. אייל משה קרים‎; род. 8 февраля 1957, Гиватаим, Израиль) — израильский раввин и военный деятель, седьмой глава военного раввината Армии обороны Израиля (с 2016), бригадный генерал. До этого он занимал должности командира роты 202-го парашютно-десантного батальона, раввина в иерусалимской иешиве Атерат и в семинарии при иешиве, и начальника раввинского отдела в Главном военном раввинате.

## Биография
Эяль Крим вырос в Гиватаиме, Израиль в семье хасидов, и учился в иешиве Бней Акива. В августе 1975 года, после того как его призвали в ЦАХАЛ, он пошёл добровольцем в парашютно-десантную бригаду. В 1981 году он ушел в неоплачиваемый отпуск и учился в иешиве Мерказ ха-Рав. В том же году он откликнулся на просьбу командира бригады десантников Йорама Яира служить в качестве оперативного офицера дивизии в операции «Цельзал» — рейде вглубь Ливана. После операции Эяль Крим продолжил службу в должности командира парашютно-десантной бригады в Первой Ливанской войне, после войны служил командиром взвода в общем патруле. После ливанской войны он служил командиром отряда в элитном подразделении Сайерет Маткаль. В 1983—1984 годах занимал пост командующего парашютно-десантными войсками. После этого был освобожден из Армии обороны Израиля. В 1985 году после окончания Школы кандидатов в офицеры Эяль Крим стал офицером пехоты. В 1985—2005 годах служил командиром в звании подполковника пожарной дивизии запаса. Был командиром взвода 202-го парашютно-десантного батальона и командиром роты. Принимал участие в операции «Мобил».

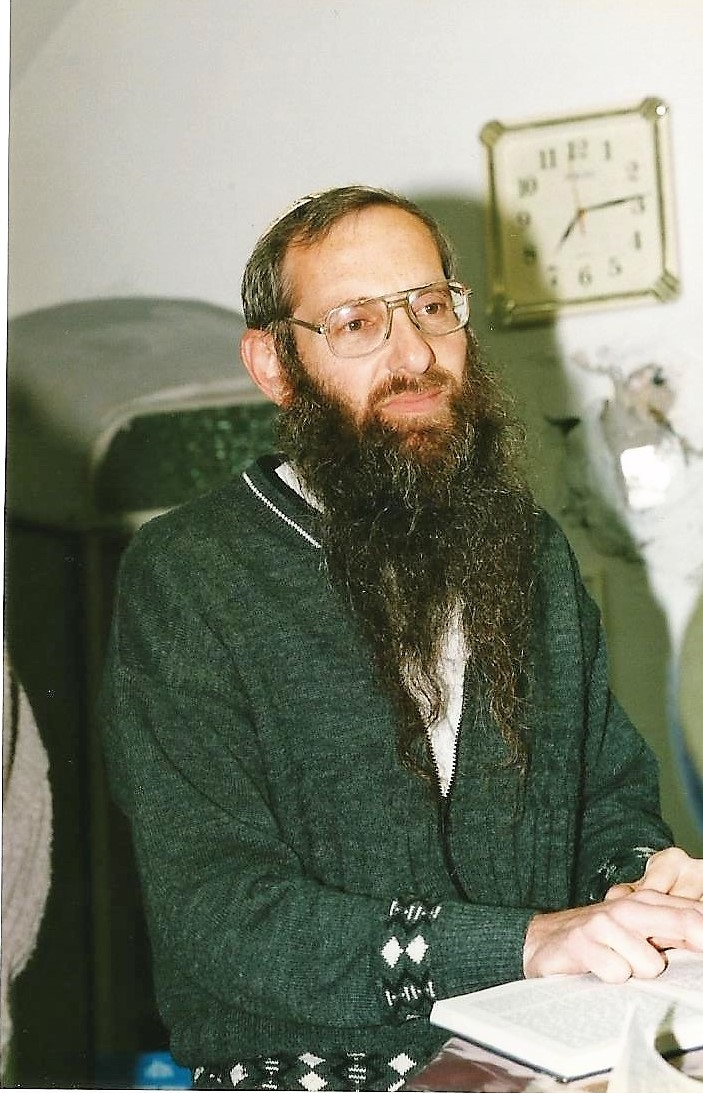
Раввин Крим в качестве главы Атерет Йерушалаим мечина, 1998 год

С 1985 по 1994 год Эяль Крим учился в Атерет Коэним, где получил сан раввина .
С 1995 по 1999 год Эяль Крим преподавал в довоенной академии. Позже он был назначен директором мехины и занимал эту должность до 2004 года.
В 2002—2004 годах во время когда Эяль Моше Крим ответил на 1323 вопроса в рамках интернет-отчёта сайта „Кипфа“, три из ответов вызвали резонанс в СМИ. Мерец подал запрос и назначение раввина Крима в Совет раввинов было приостановлено до уточнений, а после письменных показаний заявители сообщили Высокому суду, что они потеряли интерес к ходатайству и Высокий суд отменил приостановление.
В 2006 году Эяль Крим ответил на просьбу главного раввина ЦАХАЛа Авихая Ронецки, вернуться на армейскую службу. По возвращении он занимал должность руководителя «Шилув ха-Рауй», а затем руководителя отдела Галахи Военного раввината. В 2010 году он был повышен до звания полковника (Алуф мишне). В этот период он способствовал публикации книг военного раввината «Лагерная Тора», посвящённых галахическим вопросам, возникающим в военной действительности, по таким темам, как молитва, Шаббат, Ирубин и праздники.
В декабре 2016 года Эяль Крим был приведён к присяге в качестве главного раввина ЦАХАЛа, и ему присвоено звание бригадного генерала.

## Личная жизнь
Раввин Крим женат, у него шестеро детей.